# Ashlyne Huff
Ashlyne Anderson Huff (Glendale (Californië), 28 augustus 1985) is een Amerikaanse zangeres, songwriter en danseres. Ze is de dochter van Nashville-producent en sessie-gitarist Dann Huff en het nichtje van Giant and White Heart-drummer David Huff.

## Biografie
Als kind nam Huff dans- en muzieklessen. Huff heeft een prijs gewonnen op de Actors, Models and Talent for Christ (AMTC) Winter Convention 2004 in de categorie «Overall Dancer». Vervolgens ging ze naar de Belmont University en schreef ze zich in voor het Belmont University Music Business-programma, waar ze publiceren en auteursrecht studeerde. Tijdens haar studie aan de universiteit bleef Huff werken aan haar eigen muziek. Huff is afgestudeerd aan de Belmont University.
Zij was de openingsact naast Just Kait voor Honor Society op hun "Here Comes Trouble Tour" in het voorjaar van 2010. Ze toerde ook met Emily Osment. Haar titelloze album werd op 11 mei 2010 uitgebracht door Liquid Digital Media. Ze schreef of co-schreef elk nummer op het album. Ze was de artiest bij het award-diner van Liquid op 17 mei 2010. Haar nummer Heart of Gold wordt aangeboden als een bonustrack met het verzamelalbum Now That's What I Call Music! met Daughtry, Kris Allen en Adam Lambert. In de zomer van 2010 begon ze op geselecteerde data van de "Battlefield Tour" van Jordin Sparks als openingsact naast Days Difference. De volgende zomer, in 2011, voegde Ashlyne zich bij de New Kids on the Block en de Backstreet Boys als voorprogramma van de NKOTBSB Tour. In 2015 publiceerde ze het boek Falling Stars.

## Discografie

### Singles
- 2011:	Whatever (featuring Eric Bellinger)

### Studioalbums
- 2010: Ashlyne Huff (cd/download, Liquid Digital Media)
- 2011: Let It Out (cd/download, Liquid Digital Media)

- Library of Congress Control Number: no2010074907
- MusicBrainz: 1ebebb28-96c3-4ec5-b1a6-14cf6032c80e
- Virtual International Authority File: 121201827
- WorldCat: E39PBJx8BKrHFqKjJ4GPgQDg8C